# Hanati Silamu
Hanati Silamu, conosciuto anche come Kanat Islam (traslitterato in cinese semplificato 哈那提·斯拉木, in arabo قانات يسلام, in cirillico Қанат Ислам; 13 settembre 1984) è un pugile cinese naturalizzato kazako, vincitore della medaglia di bronzo nella categoria dei pesi welter al torneo di pugilato dei Giochi olimpici di Pechino del 2008.

## Carriera pugilistica

### Giochi asiatici

#### Doha 2006
- Batte Dilbag Singh ( India) kot-2
- Batte Bohzodbek Yunusov ( Uzbekistan) 49-26
- Sconfitto da Baqyt Särsekbaev ( Kazakistan) 30-37

### Mondiali dilettanti

#### Chicago 2007
- Batte Bohzodbek Yunusov ( Uzbekistan) 22-16
- Batte Gerard O'Mahony ( Australia) 23-17
- Batte Ruslan Khairov ( Azerbaigian) 26-6
- Batte Baqyt Särsekbaev ( Kazakistan) 20-14
- Sconfitto da Manon Boonjumnong ( Thailandia) 20-23

### Olimpiadi

#### Pechino 2008
- Batte Precious Makina ( Zambia) 21-4
- Batte Joseph Mulema ( Camerun) 9-4
- Batte Tureano Johnson ( Bahamas) 14-4
- Sconfitto da Carlos Banteaux Suárez ( Cuba) 4-17